# Ségéric
Ségéric était le fils du roi des Burgondes Sigismond et Ostrogothe, la fille du roi des Ostrogoths Théodoric le Grand. 
Il devint orphelin de mère quand il avait une quinzaine d'années et vit son père se remarier avec la servante de sa défunte mère deux ans plus tard, en 518. Une dispute éclata avec sa belle-mère qui portait les habits de la défunte. Il tint des propos injurieux contre celle-ci. La servante alla se plaindre auprès de son mari, et elle mentit en accusant Ségéric de comploter contre son propre père. En effet, Ségéric aurait hérité du royaume Burgonde et du royaume Ostrogoth, dont le seul héritier, Eutharic, venait de mourir. Sigismond entra dans une violente colère, et envoya deux serviteurs l’étouffer (ou étrangler : voir Sigismond) pendant sa sieste.

## Source
- Justin Favrod, Les Burgondes : un royaume oublié au cœur de l'Europe, vol. 4, Lausanne, Presses polytechniques et universitaires romandes, coll. « Le savoir suisse », 2002, 142 p. (ISBN 978-2-88074-596-7, lire en ligne), p. 113.